# 灣丘
灣丘，又寫為彎丘，原寫為灣坵，是臺灣臺南市楠西區的一個傳統地域名稱，位於該區中部偏東。相較於今日行政區，其範圍大致為灣丘里不含東北端。
灣丘是由大武壠族茄拔社群所建之部落，語言分類上屬於大武壠語區。1915年噍吧哖事件發生時，部分灣丘部落的大武壠族人因而逃亡至同族人於乾隆年間所建之六重溪部落；六重溪公廨因而特地於2020年農曆9月15日夜祭之日舉辦灣丘公廨的「認祖」活動。

## 信仰
當地的灣丘公廨每年農曆 9 月 15 日舉行祭典，日期與臺灣各地大武壠族部落相同，且明確為祭祀大武壠族太祖之專屬公廨，稱最高祖靈為「太上老君三姐妹」；但內部除了祖靈信仰所用之祀壺與檳榔祭品外，尚可發現燒香、擲筊、八仙彩等受漢文化影響之陳設。